# Кларкдейл (Аризона)
Кларкдейл (англ. Clarkdale) — місто (англ. town) в США, в окрузі Явапай штату Аризона. Населення — 4424 особи (2020).

## Географія
Кларкдейл розташований за координатами 34°44′54″ пн. ш. 112°3′31″ зх. д. / 34.74833° пн. ш. 112.05861° зх. д. (34.748195, -112.058559).  За даними Бюро перепису населення США в 2010 році місто мало площу 27,37 км², з яких 26,99 км² — суходіл та 0,38 км² — водойми.

### Клімат
| Клімат : Кларкдейл           | Клімат : Кларкдейл | Клімат : Кларкдейл | Клімат : Кларкдейл | Клімат : Кларкдейл | Клімат : Кларкдейл | Клімат : Кларкдейл | Клімат : Кларкдейл | Клімат : Кларкдейл | Клімат : Кларкдейл | Клімат : Кларкдейл | Клімат : Кларкдейл | Клімат : Кларкдейл | Клімат : Кларкдейл |
| Показник                     | Січ.               | Лют.               | Бер.               | Квіт.              | Трав.              | Черв.              | Лип.               | Серп.              | Вер.               | Жовт.              | Лист.              | Груд.              | Рік                |
| Середній максимум, °C        | 15,6               | 17,2               | 20,6               | 25,6               | 31,1               | 36,1               | 37,8               | 36,1               | 33,3               | 27,2               | 20,6               | 14,4               | 26,3               |
| Середній мінімум, °C         | −1,1               | 1,1                | 3,3                | 6,7                | 11,1               | 15,6               | 19,4               | 18,9               | 15,0               | 8,3                | 2,2                | −1,1               | 8,3                |
| Норма опадів, мм             | 29                 | 29                 | 27                 | 15                 | 9                  | 6                  | 43                 | 51                 | 39                 | 26                 | 20                 | 29                 | 323                |
| ---------------------------- | ------------------ | ------------------ | ------------------ | ------------------ | ------------------ | ------------------ | ------------------ | ------------------ | ------------------ | ------------------ | ------------------ | ------------------ | ------------------ |
| Джерело: The Weather Channel |                    |                    |                    |                    |                    |                    |                    |                    |                    |                    |                    |                    |                    |

## Демографія
Згідно з переписом 2010 року, у місті мешкало 4097 осіб у 1806 домогосподарствах у складі 1155 родин. Густота населення становила 150 осіб/км².  Було 2059 помешкань (75/км²).
Расовий склад населення:
| - 86,2 % — білих - 6,1 % — корінних американців - 0,9 % — чорних або афроамериканців - 0,5 % — азіатів - 0,2 % — вихідців з тихоокеанських островів - 3,7 % — осіб інших рас |

До двох чи більше рас належало 2,4 %. Частка іспаномовних становила 13,4 % від усіх жителів.
За віковим діапазоном населення розподілялося таким чином: 19,4 % — особи молодші 18 років, 54,9 % — особи у віці 18—64 років, 25,7 % — особи у віці 65 років та старші. Медіана віку мешканця становила 50,1 року. На 100 осіб жіночої статі у місті припадало 87,4 чоловіків;  на 100 жінок у віці від 18 років та старших — 86,3 чоловіків також старших 18 років.
Середній дохід на одне домашнє господарство  становив 61 273 долари США (медіана — 46 949), а середній дохід на одну сім'ю — 70 186 доларів (медіана — 54 963). Медіана доходів становила 42 614 долари для чоловіків та 25 755 доларів для жінок. За межею бідності перебувало 6,6 % осіб, у тому числі 9,7 % дітей у віці до 18 років та 6,6 % осіб у віці 65 років та старших.
Цивільне працевлаштоване населення становило 1579 осіб. Основні галузі зайнятості: освіта, охорона здоров'я та соціальна допомога — 32,8 %, транспорт — 14,6 %, роздрібна торгівля — 11,8 %.